# Dimitri Tikovoi
Dimitri Tikovoi es un músico, DJ y productor musical francés +que ha trabajado en forma independiente y ha colaborado en producciones con grupos reconocidos como Placebo, The Horrors, Charli XCX, Ed Harcourt, Nicola Roberts, Marianne Faithfull, Mnek, Champs y Paloma Faith entre otros.